# Фануза
Фануза је насеље у Италији у округу Сиракуза, региону Сицилија.
Према процени из 2011. у насељу је живело 524 становника. Насеље се налази на надморској висини од 15 м.